# Clitoria rubiginosa
Clitoria rubiginosa är en ärtväxtart som beskrevs av Christiaan Hendrik Persoon. Clitoria rubiginosa ingår i släktet Clitoria, och familjen ärtväxter.

## Underarter
Arten delas in i följande underarter:
- C. r. glabrescens
- C. r. rubiginosa